# Kaplica Bożego Grobu w Żaganiu

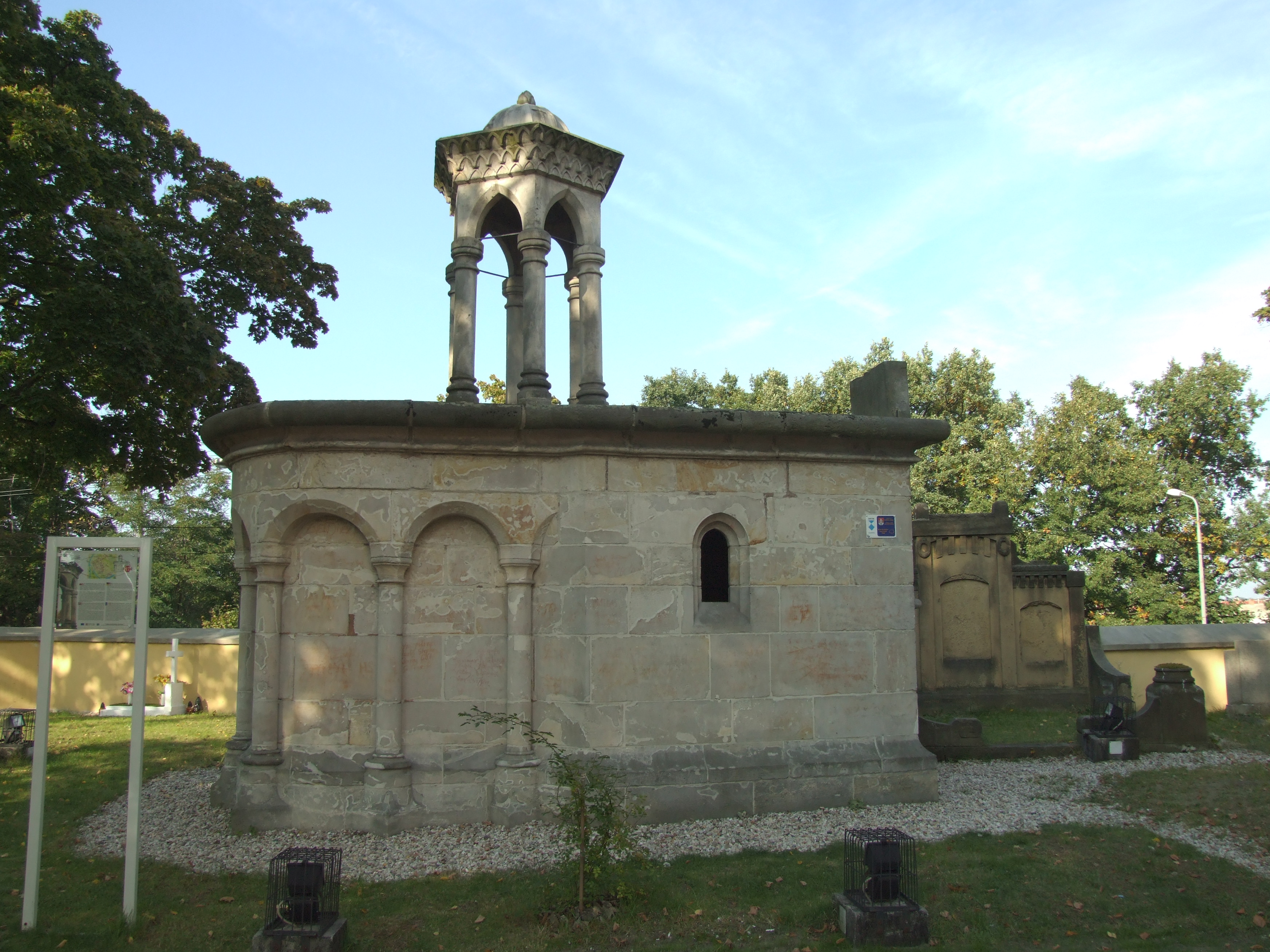
Kaplica Grobu – widok ściany południowej

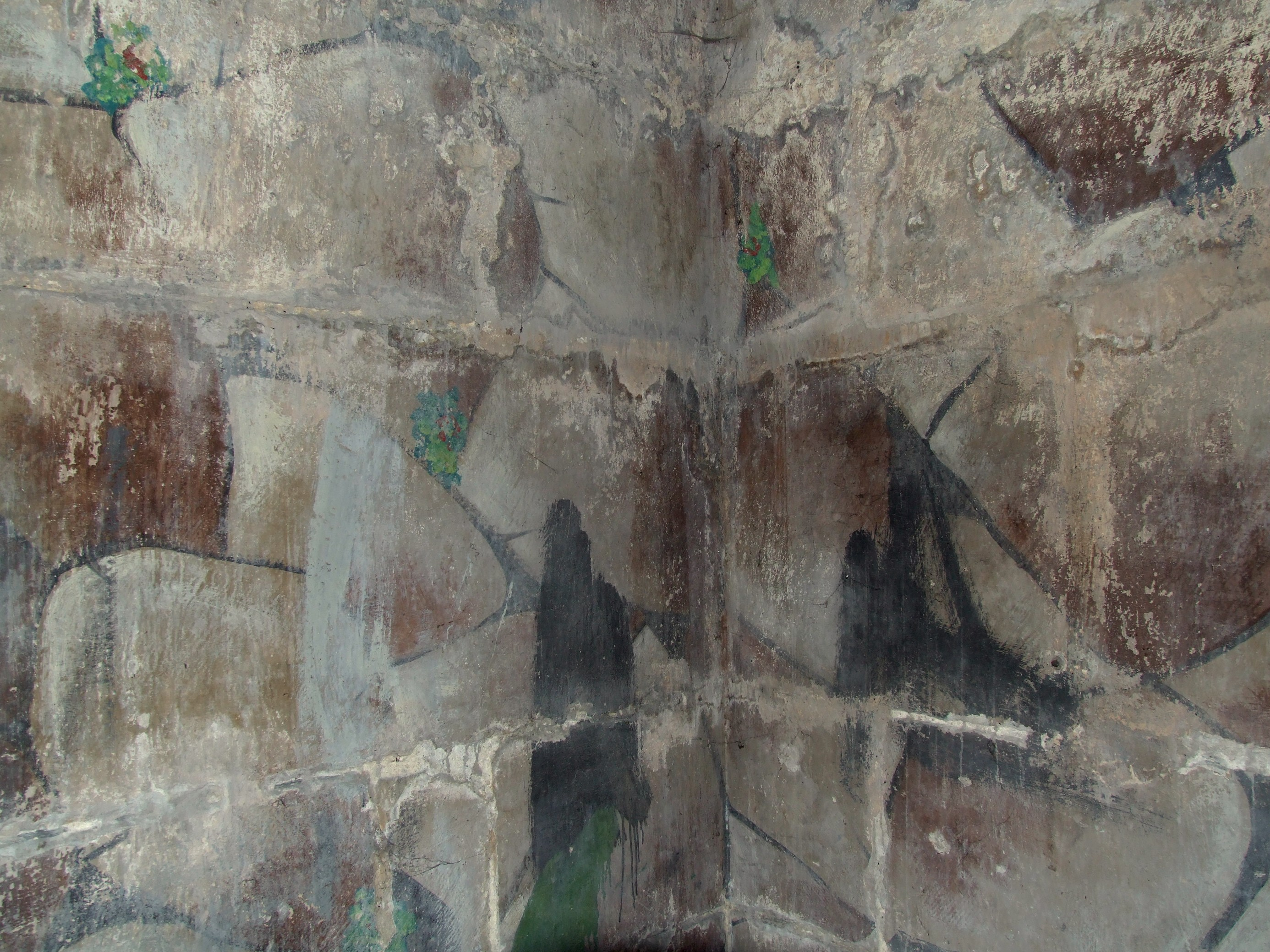
Kaplica Grobu – polichromia komory grobowej

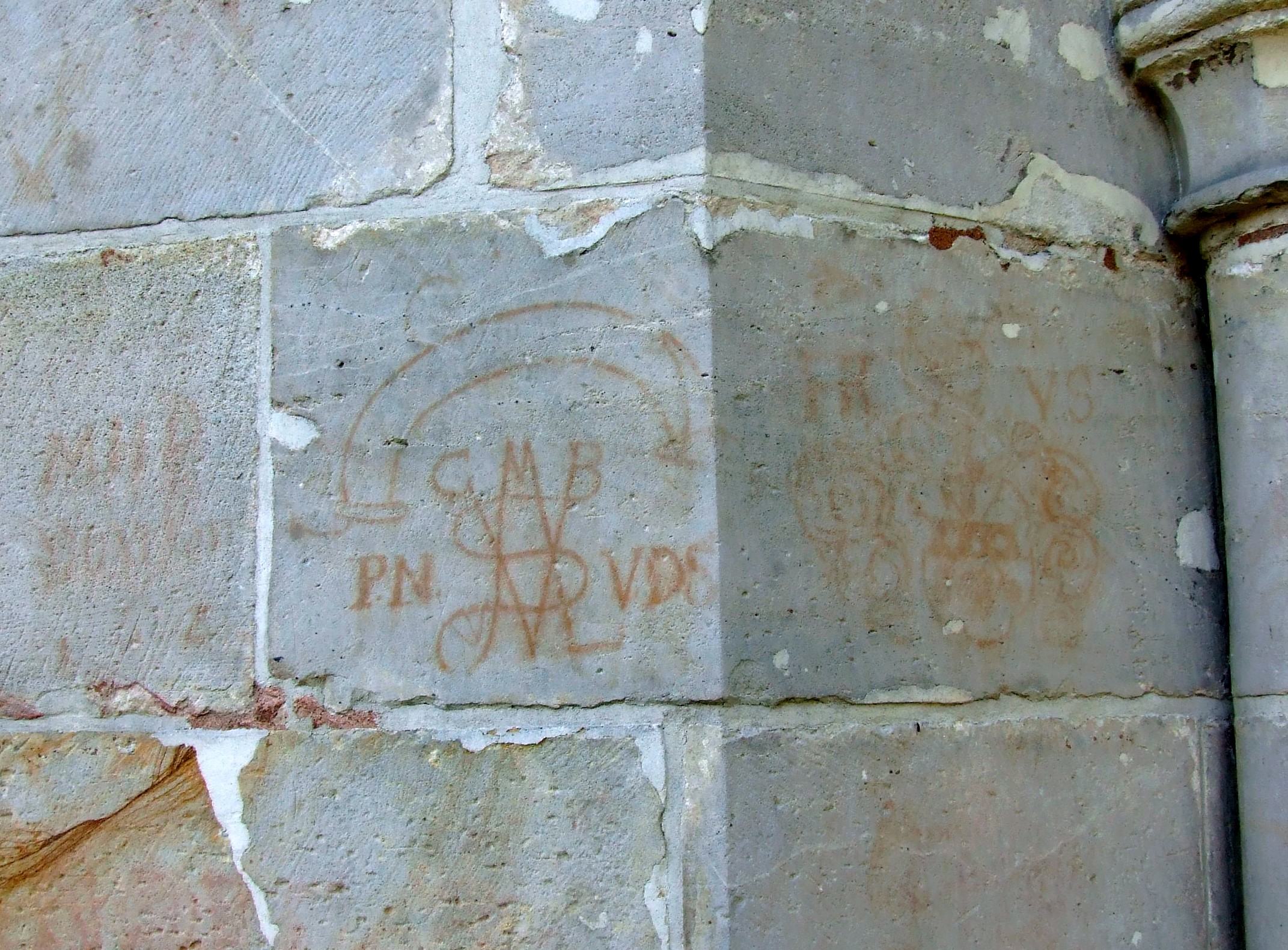
Kaplica Grobu – napisy na ścianach

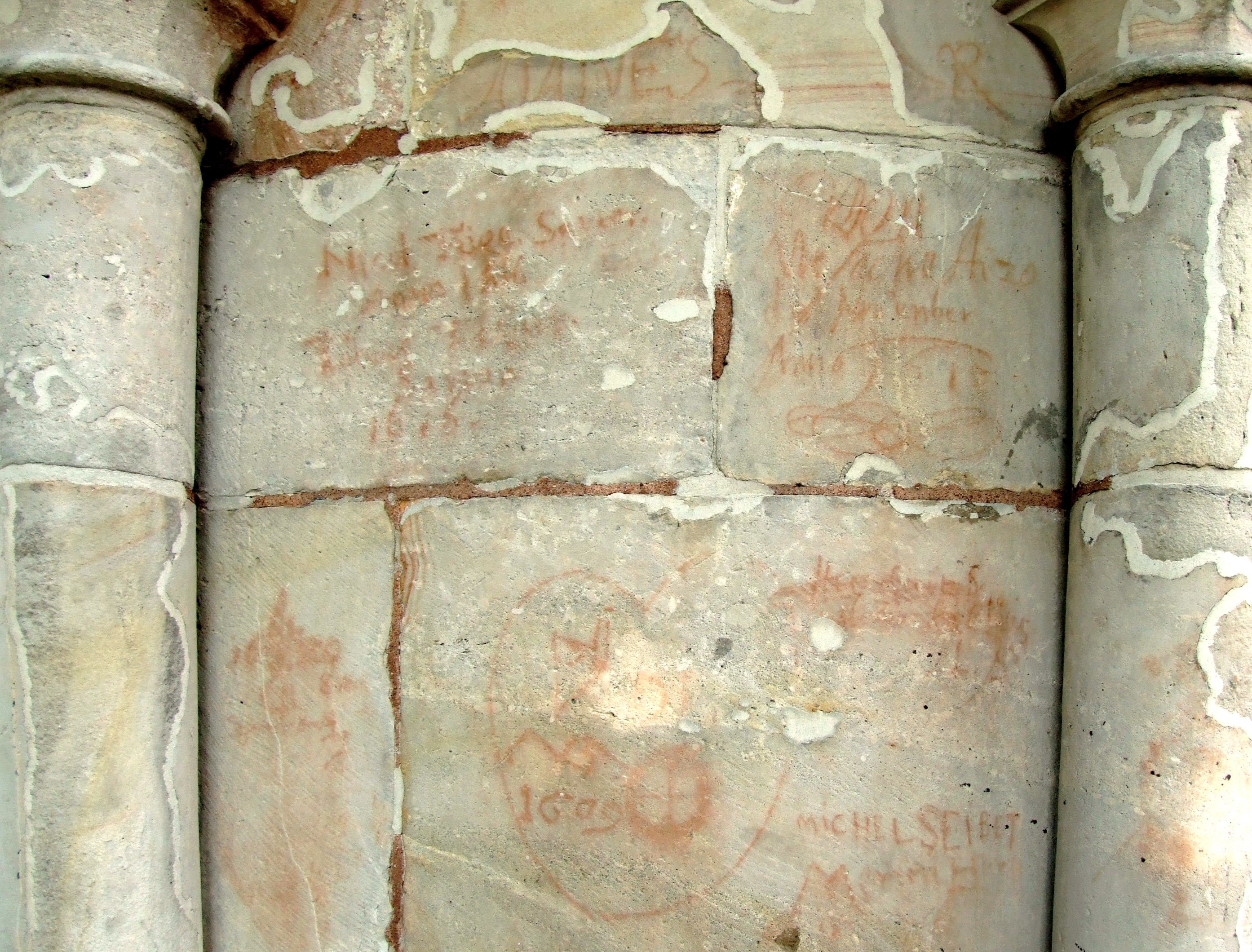
Kaplica Grobu – napisy na ścianach

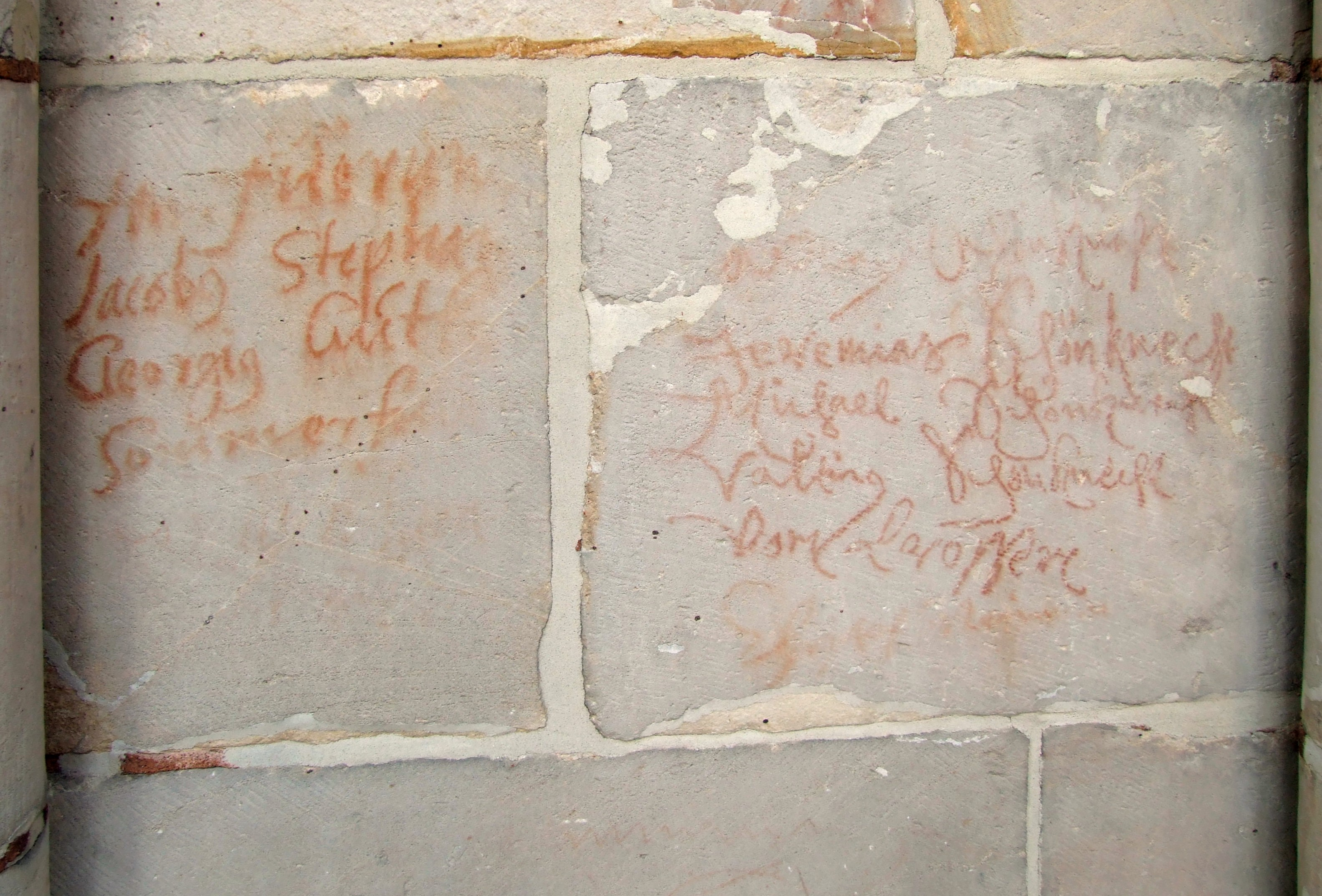
Kaplica Grobu – napisy na ścianach

Kaplica pw. Bożego Grobu w Żaganiu – replika Bożego Grobu w Jerozolimie w jego średniowiecznej postaci, kaplica przy kościele Nawiedzenia NMP w Żaganiu (tzw. Kościół „na Górce”). Pierwsza tego typu budowla na Śląsku; jedyna na terenie Polski kopia jerozolimskiej kaplicy z tego okresu. Jedna z trzech w Polsce kaplic grobu Chrystusa niewchodzących w skład większych zespołów (pozostałe znajdują się w Głogówku i Potępie)

## Historia
Powstała ok. roku 1600 (początek budowy: 1598) z inicjatywy żagańskiego opata zakonu augustianów - Jakuba II Liebiga. Pomiary wykonano na podstawie  powstałej 100 lat wcześniej kaplicy Świętego Grobu w Görlitz będącej bezpośrednią kopią kaplicy jerozolimskiej. Oryginalna kaplica jerozolimska została przebudowana w roku 1555, zatem jej żagańska replika zachowała średniowieczny stan sprzed przebudowy.
Żagańska kaplica, stanowiąca miejsce kultu Zmartwychwstania, stała się od momentu powstania aż do II wojny światowej celem pielgrzymek wiernych z terenu Niemiec. Świadczą o tym m.in. czytelne do dziś napisy pozostawiane na murach kaplicy. Najstarszy z nich pochodzi z początku XVII w. i brzmi „Hic fuit Daniel Rudolphus Griphishagensis Pomeranus Ao MDCVII”  („Tu w roku 1607 był Daniel Rudolf z Gryfina Pomorskiego”)
Kaplica przeszła remont w 1998 roku

## Lokalizacja
Umieszczona na cmentarzu okalającym piętnastowieczny podżagański Kościół „na górce”, który powstał w 1404 roku na zachód od ówczesnych murów miasta. Oryginalnie wchodziła w skład trzyczęściowego tzw. zespołu Bożego Grobu, skopiowanego w całości z Görlitz. Pozostałe dwie kaplice to Kaplica Świętego Krzyża oraz Kaplica Namaszczenia. Pierwsza z nich (służąca w latach 30. XX wieku za pomieszczenie gospodarcze) nie zachowała się do dziś.

## Architektura
Kaplica zbudowana jest z piaskowca. W jej skład wchodzi nawa (przedsionek) i prezbiterium (komora grobowa). (Oryginalnie, w komorze grobowej umieszczony był sarkofag z postacią Jezusa Chrystusa.) Oba pomieszczenia połączone są bardzo niskim przejściem. Płaski dach zwieńczony jest sześciokolumnową wieżyczką, wejście stanowi ostrołukowy portal, skierowany - podobnie jak w Görlitz - na wschód.